# Terme Vigliatore
Terme Vigliatore ist eine Stadt der Metropolitanstadt Messina in der Region Sizilien in Italien mit 7222 Einwohnern (Stand 31. Dezember 2023).

## Lage und Daten
Terme Vigliatore liegt 57 Kilometer westlich von Messina, zwischen dem Tyrrhenischen Meer und dem Monti Peloritani. Die Einwohner arbeiten hauptsächlich in der Landwirtschaft und in der Industrie. Außerdem gibt es Arbeitsplätze im Dienstleistungsbereich um das Thermalbad. Terme Vigliatore gehört zu den drei renommierten Thermalbädern in der Provinz Messina

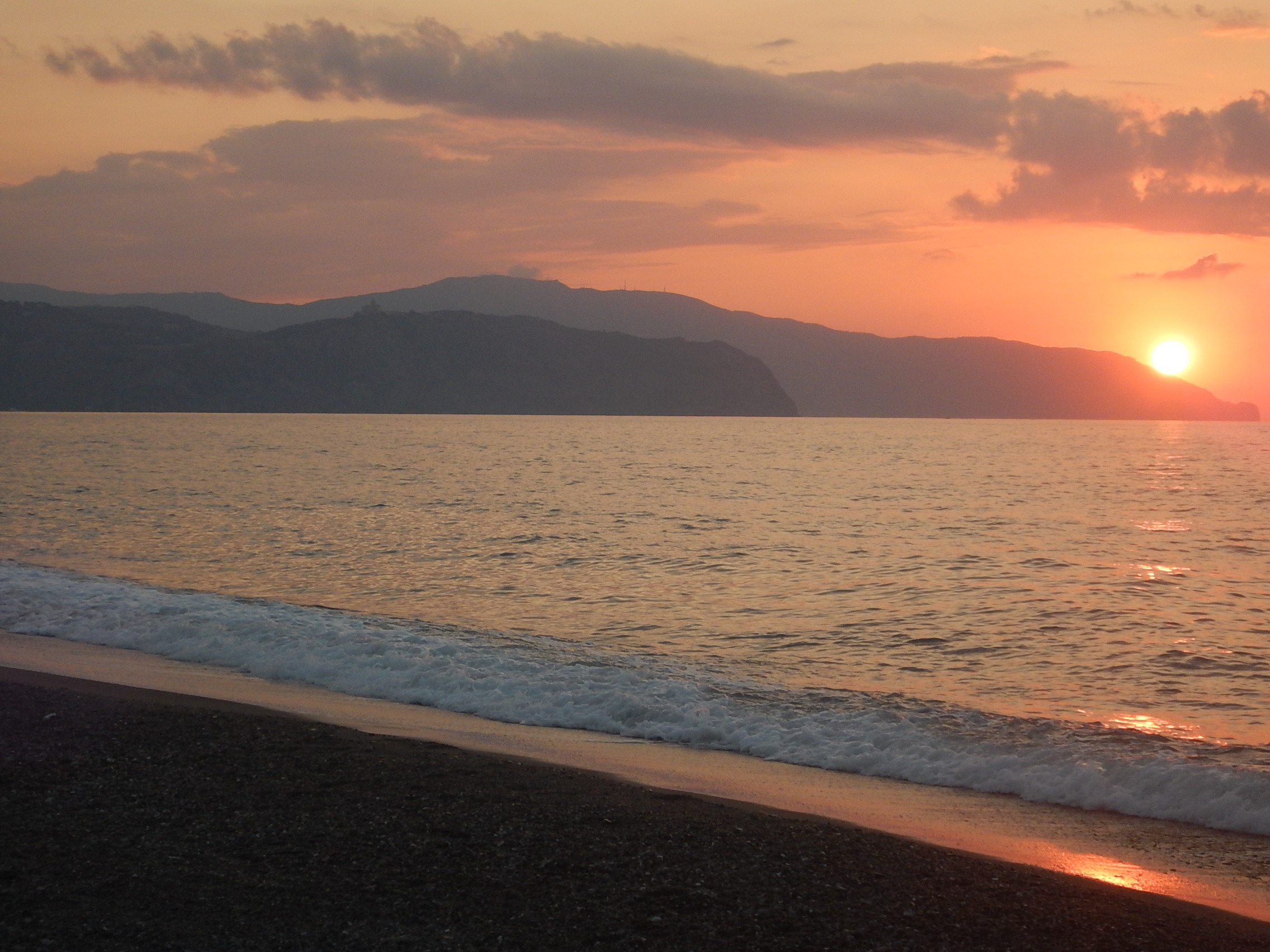
Der Terme Vigliatore Strand bei Sonnenuntergang

Terme Vigliatore liegt an der Autobahn A20/E90, die nächste Ausfahrt heißt Falcone und ist etwa 6 km entfernt. Vom Bahnhof Terme Vigliatore fährt die Bahn nach Messina, je nach Zug zwischen 40 und 50 Minuten.
Die Nachbargemeinden sind Barcellona Pozzo di Gotto, Castroreale, Furnari, Mazzarrà Sant’Andrea und Rodì Milici.

## Geschichte
Der Ort wird erstmals 1152 erwähnt.

## Sehenswürdigkeiten
Im Ortsteil Castroreale Terme gibt es die Thermalquellen Ciapazzia und Fonte di Venere (Venusquelle). Das Wasser aus der Quelle Ciapazzia hat eine Temperatur von 26 °C und ist alkalisch. Die Quelle Fonte di Venere liefert 36 °C warmes Wasser und ist schwefelhaltig. Der Ort hat einen großen Kurpark.
Die Villa Romana di San Biagio im Ortsteil San Biagio wurden die Überreste einer römischen Villa aus dem 2. Jahrhundert n. Chr. freigelegt. Deutlich sichtbar sind die Wand und Fußbodenkonstruktionen eines römischen Dampfbades.